# Волшебный лес (манга)
«Волшебный лес» (яп. アタゴオル атагоору) — манга Хироси Мусумуры из 10 томов, а также компьютерный (CGI) анимационный фильм 2006 года Atagoal wa Neko no Mori (яп. アタゴオルは猫の森 атагоору ва нэко но мори). В России был показан по телеканалу Бибигон.

## Публикация
Манга Atagoal публиковалась в журнале Manga Shonen (яп. マンガ少年) издательства Asahi Sonorama с 1976 по 1981 год. Asahi Sonorama издала мангу в 10 томах, последний — в октябре 1988 года.
В 1984—1989 годах продолжение манги под названием Atagoul Tamatebako (яп. アタゴオル玉手箱 атагоору таматэбако, Atagoul Treasure Box) выходило в журнале MOE (MOE), а затем в Comic Fantasy (コミックFantasy) компании KAISEI-SHA до 1994 года. Эта манга была опубликована KAISEI-SHA в 9 томах. В 1994—1996 годах публикация манги, снова под названием Atagoal, продолжалась в Comic Burger (яп. コミックバーガー), а после закрытия журнала она была перенесена в Comic Birz. Издательство Scholastic, Inc. позднее выпустило два тома. В 1999—2011 годах очередное продолжение манги под названием Atagoal wa Neko no Mori (яп. アタゴオルは猫の森 атагоору ва нэко но мори) начало выходить в Comic Flapper. Издательством Media Factory были выпущены 18 томов, последний — в феврале 2012 года.

## Сюжет
В Стране Кошек жил-был непомерно толстый, добродушный кот по имени Зади́ра. Самым главным качеством Задиры была его склонность к поеданию всего съестного, а особенно — рыбы. Можно сказать, что Задира существовал для того, чтобы есть. Помимо того, он очень любил повеселиться и поэтому ежегодно со своими друзьями Ни́льсом и Али́сой устраивал масштабные вечеринки, неизменно заканчивающиеся суматохой и чем-либо непредвиденным. Тем не менее, жители страны тоже жили весело и им нравились эти феерии Задиры. Случилось так однажды, что Задира, плавая в воде в поисках съестного, выпустил наружу Королеву Цветов Ле́ю. Сначала всем жителям Лея и её чарующая музыка показались очень красивыми. Тем не менее, Задира и его проницательный друг кот Храбре́ц поняли, что ничего хорошего эта Лея из себя не представляет. Тем временем, королева Лея решила превратить Волшебный Лес и всю Страну Кошек в царство тишины, гармонии и покоя. Она превратила всех жителей страны в послушных зомби, которые могли лишь как цветы стоять на месте и внимать её музыке. Задира, Храбрец, Нильс и Алиса ухитряются избежать чар Леи и направляются на поиски Короля Цветов Лю́тика, который лишь один мог победить королеву. Им удалось отыскать Лютика, но, к их удивлению, он оказался хоть и милым, но очень маленьким существом. Кроме того, Лютик выбрал в отцы кота Задиру. Далее друзья узнаю́т, что одержать победу над Леей удастся лишь только, если Лютик пожертвует собою. Задира так сильно полюбил Лютика, что сначала ни за что не хотел отпускать его на бой с Леей, но Лютик сказал ему, что иногда в жизни бывают такие моменты, когда приходится жертвовать ради счастья остальных. Лютик побеждает Лею, но сам при этом погибает. Задира замирает от страшного горя и, наверное, первый раз в жизни понимает, что еда и пресыщение это не самое главное в жизни.

## Актеры озвучивания
- Асахи Утида — Тэмпура
- Ая Хираяма — Принцесса Цукуми
- Эцуко Кодзакура — Хидэко
- Хироко Танияма — Тэмари
- Кэй Тани — Амигэн
- Коити Ямадэра — Хидэёси
- Мари Нацуки — Пирэа

## Манга

### Atagoal
| №  | Заглавие                                                                                           | Дата публикации  | ISBN            |
| -- | -------------------------------------------------------------------------------------------------- | ---------------- | --------------- |
| 1  | Atagooru monogatari dai 1 kan kage giri mori no gin hāpu (アタゴオル物語 第1巻 影切り森の銀ハープ) | октябрь 1987 г.  | ISBN 4257900938 |
| 2  | Atagooru monogatari dai 2 kan bote hara no sanba (アタゴオル物語 第2巻 ボテ腹のサンバ)             | ноябрь 1987 г.   | ISBN 4257900954 |
| 3  | Atagooru monogatari dai 3 kan paruparan (アタゴオル物語 第3巻 ぱるぱらん)                          | декабрь 1987 г.  | ISBN 4257900962 |
| 4  | Atagooru monogatari dai 4 kan hidarikiki no rakuen (アタゴオル物語 第4巻 左ききの楽園)             | январь 1988 г.   | ISBN 4257900997 |
| 5  | Atagooru monogatari dai 5 kan suishō sanpo (アタゴオル物語 第5巻 水晶散歩)                         | февраль 1988 г.  | ISBN 4257901004 |
| 6  | Atagooru monogatari dai 6 kan fū o amu (アタゴオル物語 第6巻 風を編む)                             | март 1988 г.     | ISBN 4257901012 |
| 7  | Yonezaado monogatari (ヨネザアド物語)                                                              | июль 1988 г.     | ISBN 4257901020 |
| 8  | Atagooru goronao tsūshin (アタゴオル・ゴロナオ通信)                                                | август 1988 г.   | ISBN 4257901039 |
| 9  | Janguru bugi (ジャングル・ブギ)                                                                    | сентябрь 1988 г. | ISBN 4257901047 |
| 10 | Yume no sukecchi (夢のスケッチ)                                                                    | октябрь 1988 г.  | ISBN 4257901055 |

### Atagoul Tamatebako
KAISEISHA (под лейблом Fantasy Comics):
1. ISBN 4-03-014040-8
2. ISBN 4-03-014050-5
3. ISBN 4-03-014060-2
4. ISBN 4-89594-314-3
5. ISBN 4-89594-315-1
6. ISBN 4-89594-316-X
7. ISBN 4-89594-317-8
8. ISBN 4-03-014510-8
9. ISBN 4-03-014520-5

### Atagoul
Scholastic, Inc.:
1. ISBN 4-7962-4345-3
2. ISBN 4-7962-4367-4

### Atagoal wa Neko no Mori
Media Factory:
1. ISBN 978-4-88991-765-9
2. ISBN 978-4-88991-779-9
3. ISBN 978-4-8401-0419-0
4. ISBN 978-4-8401-0456-5
5. ISBN 978-4-8401-0483-2
6. ISBN 978-4-8401-0912-5
7. ISBN 978-4-8401-0959-1
8. ISBN 978-4-8401-0999-0
9. ISBN 978-4-8401-1338-6
10. ISBN 978-4-8401-1626-1
11. ISBN 978-4-8401-1686-2
12. ISBN 978-4-8401-1987-0
13. ISBN 978-4-8401-2263-4
14. ISBN 978-4-8401-2578-9
15. ISBN 978-4-8401-2968-8
16. ISBN 978-4-8401-3380-7
17. ISBN 978-4-8401-4012-6
18. ISBN 978-4-8401-4425-4